# Salif Diao
Salif Alassane Diao (* 10. Februar 1977 in Kédougou) ist ein ehemaliger senegalesischer Fußballspieler.

## Karriere

### AS Monaco und weitere
Salif Diao wurde in Kédougou geboren. Er ging bereits in frühen Jahren nach Frankreich, wo er in der Jugend des AS Monaco das Fußballerhandwerk lernte. Dort wurde er auch in der Saison 1999/00 Meister der Ligue 1.
Im Jahr 1996 wechselte er für ein Jahr auf Leihbasis zu SAS Épinal, doch dort absolvierte er nur zwei Spiele. Nach Ende der Leihfrist spielte er noch bis 2000 beim AS Monaco.
Danach entschloss er sich zum Wechsel zu CS Sedan, wo er sich einen Stammplatz sichern konnte und dort bis 2002 spielte.

### FC Liverpool
2002 gelang ihm der große Durchbruch im internationalen Fußball und so wechselte er zum englischen Topklub FC Liverpool. Seine Ablösesumme soll ca. 7,5 Millionen Euro (fünf Millionen Pfund) betragen haben. Den Ausschlag zum Transfer Diao's zum FC Liverpool gaben die guten Spiele bei der Fußball-Weltmeisterschaft 2002 in Japan und Südkorea, dies überzeugte den Liverpool-Manager Gérard Houllier. Er wurde als defensiver Mittelfeldspieler eingesetzt, obwohl er zuvor auf der Position des rechten Mittelfeldspielers bevorzugt agiert hatte. Daher konnte er seine Stärken nicht so zeigen wie erwartet, obwohl er auch auf dieser Position durch seine langen und genauen Pässe viele Tore vorbereitete. Sein erstes Tor für Liverpool schoss er im Champions-League-Spiel gegen Spartak Moskau. In der Liga erzielte er nur ein Tor und zwar beim 1:0-Sieg gegen Leeds United im Oktober 2008. Sowohl er als auch sein Landsmann El Hadji Diouf, die beide zusammen nach der WM zum FC Liverpool gewechselt waren, wurden ihren Erwartungen nicht gerecht und schnell als Fehleinkäufe abgestempelt.
Unter Rafael Benítez spielte er seine gewohnte Position, doch nach mehreren schlechteren Spielen wurde er im Spiel gegen den FC Fulham durch Xabi Alonso ersetzt. Zu dem Zeitpunkt lag man mit 0:2 hinten und Diao war an beiden Gegentoren nicht ganz unschuldig. Nach der Auswechslung drehte Liverpool das Spiel noch auf ein 4:2. Obwohl er seit Monaten nicht spielte, wurde er zum Champions-League-Finale 2005 in Istanbul mitgenommen, dass Liverpool furios nach 0:3-Rückstand im Elfmeterschießen gegen den AC Mailand gewann. Die Liverpool-Fans machten ihren Unmut kunde, weil Diao auf den meisten Fotos mit dem Pokal zu sehen gewesen ist, obwohl er nicht das Geringste dazu beigetragen hat. Seinen einzigen Einsatz absolvierte er in der Gruppenphase gegen Olympiakos Piräus. Sein letztes Tor für den FC Liverpool erzielte er in der Saison 2004/05 beim Carling Cup gegen den FC Millwall und sein letztes Spiel absolvierte er im Januar 2005 gegen Norwich City.

### Leihfristen bei Birmingham City & FC Portsmouth
Im Januar 2005 wurde Diao an Birmingham City verliehen, doch nach nur zwei Spielen verletzte er sich schwer und deshalb nahm Birmingham die Kaufoption nicht wahr. Nachdem Rafael Benítez den viel jüngeren Mohamed Sissoko verpflichtete, war Diao klar, dass seine Karriere beim FC Liverpool beendet war.
Zur Saison 2005/06 zählte er nur als Reservespieler und er musste seine Rückennummer 15 an den damaligen Neuzugang Peter Crouch abgeben. Im August 2005 wurde er für ein Jahr mit Kaufoption an den FC Portsmouth verliehen, fiel aber zum Großteil der Saison durch Verletzungen aus. Ebenso wie Birmingham City, nahm der FC Portsmouth durch seine vielen Verletzungen die Kaufoption nicht wahr und Diao kehrte wieder zurück nach Liverpool.
Im Juni 2006 verhandelte er mit Charlton Athletic, doch nachdem er die medizinische Untersuchung nicht bestanden hatte, brach Charlton Athletic die Verhandlungen ab.

### Stoke City
Am 10. Oktober 2006 wurde Diao für sechs Monate an Stoke City verliehen. Er war dort einer der erfahrenen Spieler des Teams und hielt die Mannschaft zusammen. Von einigen Fans wurde seine Spielweise mit der von Claude Makélélé verglichen, weil er das Tempo aus dem Spiel herausnahm. Sie behaupten auch, dass Stoke City wieder „auferstanden“ sei und dies habe man der Leistung von Salif Diao zu verdanken. Am 25. Januar 2007 wurde die Leihfrist um weitere sechs Monate verlängert und Stoke City nahm die Kaufoption danach wahr.
Im Dezember 2007 unterzeichnete er einen neuen 6-Monatsvertrag.
Im Juni 2009 unterschrieb er einen Einjahresvertrag und blieb somit weiterhin im Britannia Stadium.
Im Februar 2010 erzielte er seinen ersten Treffer für Stoke City gegen seinen Ex-Klub FC Portsmouth. Es war erst der zweite Ligatreffer in seiner Karriere und sein erstes Tor seit fast sechs Jahren.

### Nationalmannschaft
Diao ist 39-facher Nationalspieler von Senegal. Er nahm auch bei der Fußball-Weltmeisterschaft 2002 in Japan und Südkorea teil.

## Titel und Erfolge
- Französischer Supercupsieger: 1997
- Französischer Meister: 1999/2000
- Champions-League-Sieger: 2004/05
- Aufstieg in die Premier League: 2007/08